# Zaretis cacica
Zaretis cacica är en fjärilsart som beskrevs av Otto Staudinger 1887. Zaretis cacica ingår i släktet Zaretis och familjen praktfjärilar. Inga underarter finns listade i Catalogue of Life.